# Linx canadenc
El linx canadenc (Lynx canadensis) és una de les dues espècies de linx que habiten a Nord-amèrica. L'altra és el linx vermell (Lynx rufus), que es troba al sud del continent. El seu parent més pròxim és el linx nòrdic (Lynx lynx), encara que pot creuar-se amb èxit amb qualssevol de les altres tres espècies del gènere Lynx.

## Taxonomia
Hi ha hagut debats sobre si s'ha de classificar aquesta espècie com a Lynx canadensis o Felis canadensis, com a part d'una qüestió més àmplia pel que fa a si les quatre espècies del Linx han de trobar-se dins del seu propi gènere, o bé s'han d'incloure com un subgènere del gènere Felis,
encara que actualment el gènere Lynx està acceptat. Johnson et. al diuen que fa uns 7.15 milions d'anys, els Linx va compartir un clade amb el puma, el gat de Bengala i el gat domèstic, i que els Linx se'n van diferenciar per primer cop fa aproximadament uns 3.24 milions d'anys.

## Morfologia

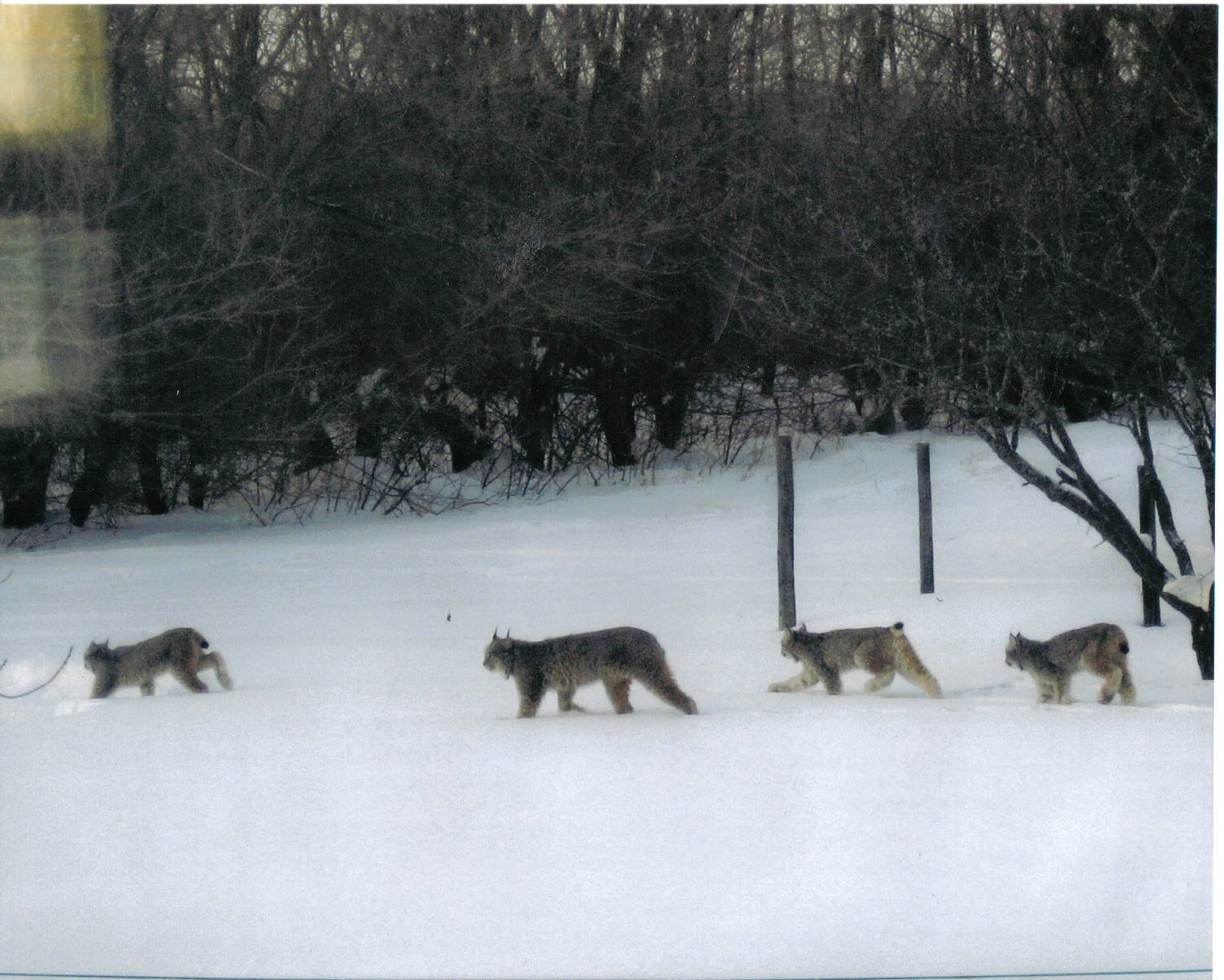
Grup de linx canadenc

L'aspecte del linx canadenc és similar al del linx nòrdic. El seu pelatge de color marró platejat és dens i pot tenir taques fosques. A l'estiu el pelatge varia de color, tornant-se d'un color marró més vermellós. Té un collaret de pèl al voltant del coll que recorda una barba de dues puntes, una cua curta amb l'extrem negre, i flocs de pèls llargs a les orelles. Les seves llargues potes i els seus peus peluts, l'ajuden a viatjar a través de la neu profunda.
És més petit que el seu cosí eurasiàtic, amb un pes mitja que varia entre 8 i 11 quilograms, una mida del cos que oscil·la entre 80 i 105 centímetres, i una cua que fa entre 48 i 56 centímetres. Els mascles són més grossos que les femelles. Tot i ser de mitjana més gran que el linx roig, la seva mida és menys variable, fet que fa que els linx roigs més grossos el superin en mida.
Com totes les espècies de linx, té 28 dents, amb 4 canines per perforar i subjectar les preses. També té 4 dents carnisseres que li permeten tallar la carn en parts més petites. Per el linx utilitzi les dents carnisseres, ha de mastegar la carn de costat. Hi ha grans espais entre les quatre canines i la resta de les dents, i un nombre reduït de premolars, per assegurar que la mossegada sobre la presa sigui tan profunda com sigui possible.

## Hàbitat i distribució
El linx canadenc es troba als boscos del nord, arreu de gran part del Canadà i Alaska. No obstant això, està absent en les regions amb relativament pocs arbres de les grans planes i les costes, que es troben fora de l'hàbitat natural de la llebre americana. A causa de l'activitat humana, ja no se'l troba a l'illa del Príncep Eduard ni a Nova Escòcia, tot i que hi ha poblacions de linx canadenc a les muntanyes de l'illa del Cap Bretó
També hi ha grans poblacions de linx a Montana, Idaho, Washington i Oregon, així com una població resident al Parc Nacional de Yellowstone, però és rar a Utah, Minnesota i Nova Anglaterra.

## Comportament
El linx canadenc és un animal tímid i principalment nocturn, encara que pot estar actiu durant el dia, que s'amaga a les zones boscoses particularment denses. A les regions on conviuen amb altres predadors, com el linx roig o el coiot, tendeix a caçar a zones amb més neu o més elevades. No tendeix a allunyar-se a més d'uns 100 metres dels arbres, encara que no li fa por nedar. Se l'ha vist nadant uns tres quilòmetres a l'extrem del riu Yukon.
Tot i que generalment és un animal solitari, de vegades es poden veure petits grups viatjant junts. El linx recorre entre 2,4 i 4,8 quilòmetres per dia, el qual requereix un bast territori. Els seus dominis ocupen generalment entre 15 i 50 km², encara que la mida varia molt. S'ha registrat que poden variar entre 3 i 783 km². Quan l'aliment escasseja, el seu territori creix, i la majoria d'individus es desplacen lluny del seu territori original.
Com altres felins, el linx canadenc fa servir marques d'olor per delimitar el seu territori. Els adults solen dipositar excrements sobre la neu, a les soques dels arbres o altres llocs visibles, i sovint també marquen el seu territori ruixant orina.

## Dieta

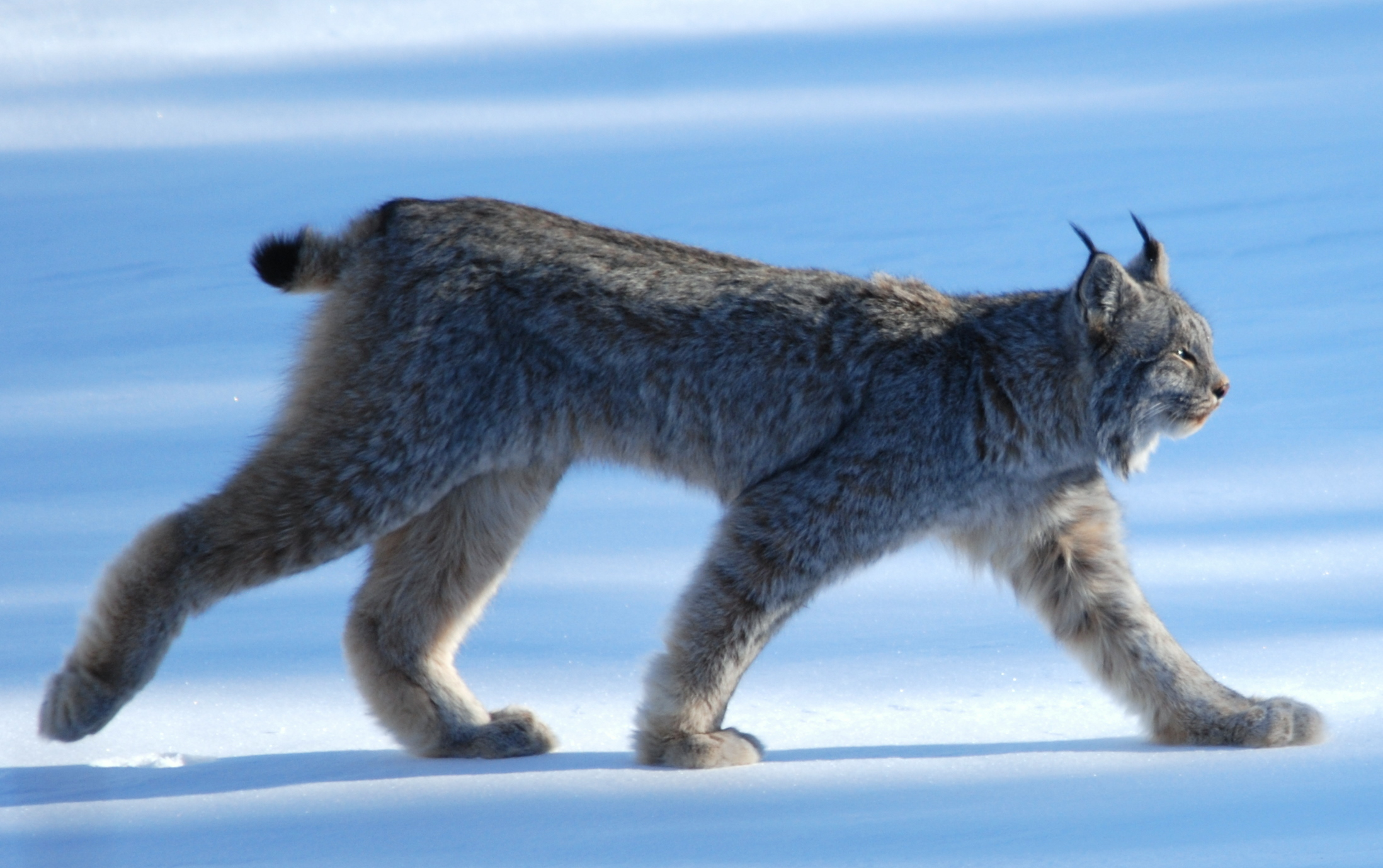
Linx canadenc fotografiat prop de Whitehorse, Yukon

El linx canadenc s'alimenta principalment de llebres americanes, les quals representen el 60 i el 97% de la seva dieta. Com a resultat, la mida de les poblacions de linx canadenc tendeix a anar en paral·lel a augment i declivi del nombre de llebres. No obstant això, especialment a l'estiu, també s'alimenten de rosegadors i ocells, i de vegades cacen preses més grosses, com el cérvol. Com molts felins, s'alimenten de carronya quan està disponible.
El linx canadenc caça cada un o dos dies i menja entre 600 i 1.200 grams per dia.
Cacen tant per emboscada com mitjançant la recerca activa de preses, variant les seves tàctiques en funció de l'abundància relativa preses. Si el menjar és escàs i el linx pot causar la mort com a tantes preses com sigui possible, i emmagatzemar-les. No tenen resistència, i encara que són ràpids en distàncies curtes, no tenen la capacitat de mantenir la velocitat durant més d'uns metres. En el seu lloc, utilitzen les seves grans orelles i ulls per buscar les seves preses. Si el linx no atrapa a la seva presa en els primers segons, en general abandona la persecució per conservar l'energia.
Si el linx mata o troba mort un animal més gran que no pot consumir d'una vegada, l'arrossega a una zona oculta, com pot ser un arbust o sota una roca, i cobreix l'animal amb fulles, per tornar més tard a menjar-se'l. Aquest comportament és particularment habitual quan hi ha abundància de preses.
Tot i que el linx canadenc és un caçador solitari, les femelles i les cries cacen junts coordinants els seus atacs. Mentre un membre del grup espanta la presa per fer-la sortir d'un lloc ocult, la resta es mantenen a una distància curta, preparats per atacar.
Altres animals fan servir al linx per caçar. És el cas del duc americà que se situa sobre el linx esperant que aquest faci sortir la presa del seu lloc ocult. Quan aquesta surt, el duc ataca i captura la presa abans que el linx la capturi.

## Reproducció

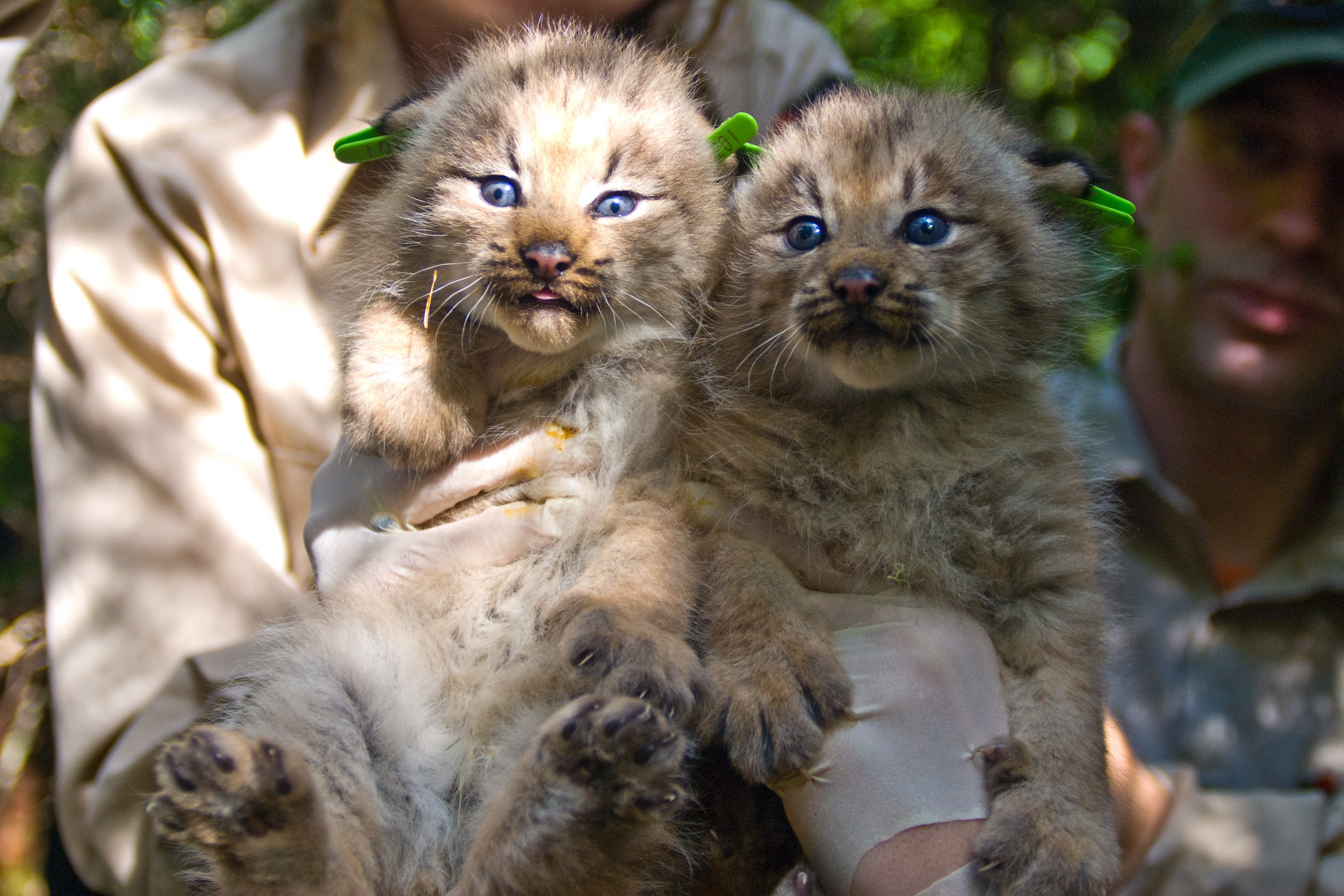
Dos gatets de linx canadenc

La temporada de reproducció del linx canadenc té una durada aproximada de només un mes, entre març i maig, depenent del clima local. La femella entra en zel només un cop durant aquest període, amb una durada entre 3 i 5 dies. La femella atreu al mascle deixant marques de la seva orina on el mascle ha marcat el seu territori, i emeten crits. L'aparellament té lloc sis cops per hora. La femella només s'aparella amb un mascle per temporada, encara que el mascle es pot aparellar amb múltiples femelles.
El període de gestació té una durada d'uns 64 dies, per tant les cries neixen al maig o principis de juny. Abans del part, la femella preparat un cau, que generalment es troba en mig d'una pendent i orientat cap al sud o sud-oest.
Les ventrades estan formades per entre 1 i 8 cries, amb tendència a ser més grans quan les preses són abundants. Aquest fet suggereix un major grau de flexibilitat reproductiva que la d'altres felins, fins al punt que les femelles poden no aparellar-se en una temporada d'escassetat. Quan les cries neixen en anys d'escassetat, la mortalitat infantil pot arribar a ser de fins al 95%.
Les cries de linx canadenc pesen en néixer entre 175 i 235 grams, e inicialment tenen un pelatge grisos amb taques negres. Són cegues i estan indefenses durant els primers 14 dies, i són deslletades a les 12 setmanes. Quan obren els ulls, aquests són de color blau brillant, encara que d'adults, són de color marró avellana. La mare porta el menjar als seus cadells i els permet jugar amb ell abans de menjar, com a formació de les seves habilitats de caça.
Les cries deixen el cau després de 5 setmanes, i comencen a caçar entre els 7 i 9 mesos. Als 10 mesos deixen a la mare, donat que comença la següent temporada de reproducció, però no tenen la mida d'adults fins als 2 anys. Les femelles assoleixen la maduresa sexual als 10 mesos, encara que sovint ajornen l'aparellament per l'altre any, mentre que els mascles arriben a la maduresa sexual als 2 o 3 anys. S'ha registrat que el linx canadenc pot viure fins a 14 anys en captivitat, tot i que l'esperança de vida a la natura és força més curta.

## Estat de conservació
El linx canadenc és capturat per la seva pell i ha caigut en declivi a moltes zones a causa de la pèrdua d'hàbitat, encara que la Unió Internacional per a la Conservació de la Natura (UICN) el classifica entre les espècies en risc mínim. El 24 de març de 2000, el U.S. Fish and Wildlife Service va plantejar la seva legislació definitiva, la qual indicava que el linx canadenc es tracta d'una espècie amenaçada a 48 estats. S'ha detectat la presència d'híbrids de linx canadenc i linx roig a la perifèria sud de l'actual distribució (Maine, Minnesota i New Brunswick), que podria limitar la seva recuperació al sud.
El 1999, la Colorado Division of Wildlife va començar un programa reintroduint una població de linx salvatge a Colorado. Tot i que els primers senyals són esperançadors, els biòlegs diuen que s'han d'esperar més d'una dècada per determinar l'èxit del programa. No obstant això, el 2006 es va documentar el primer naixement de linx a Colorado des del 1999, en el qual van néixer 2 gatets, confirmant la possibilitat de reproduir-se amb èxit. Des d'aleshores hi ha hagut molts intents amb èxit.
El 2007 alguns d'aquests linx foren morts a trets per desconeguts. En alguns casos només es trobà el radiocollar, fet que feia sospitar el comerç de la pell, en altres casos es trobà el cos intacte.
El 2010, després d'11 anys d'esforç, el linx canadenc ha estat reintroduït amb èxit a Colorado, on s'havia extingit cap als anys 70.